# Styrax ferrugineus
Styrax ferrugineus es una especie de planta de la familia Styracaceae original de Brasil y con las mismas características y propiedades que Styrax benzoin.

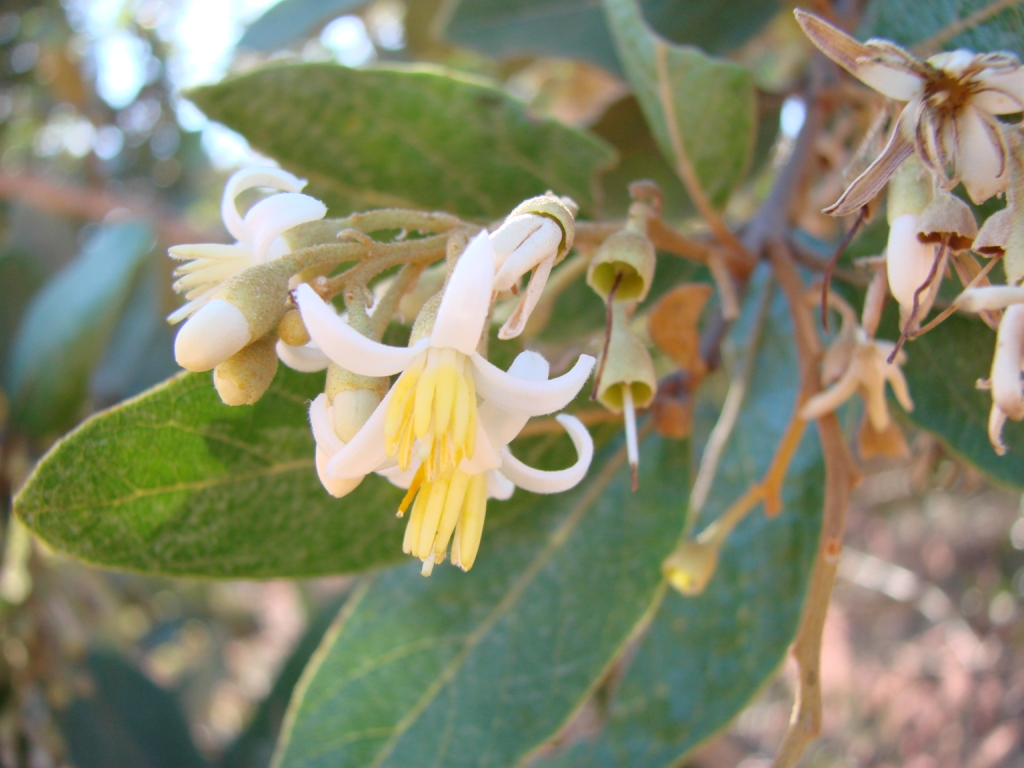
Detalle de la planta

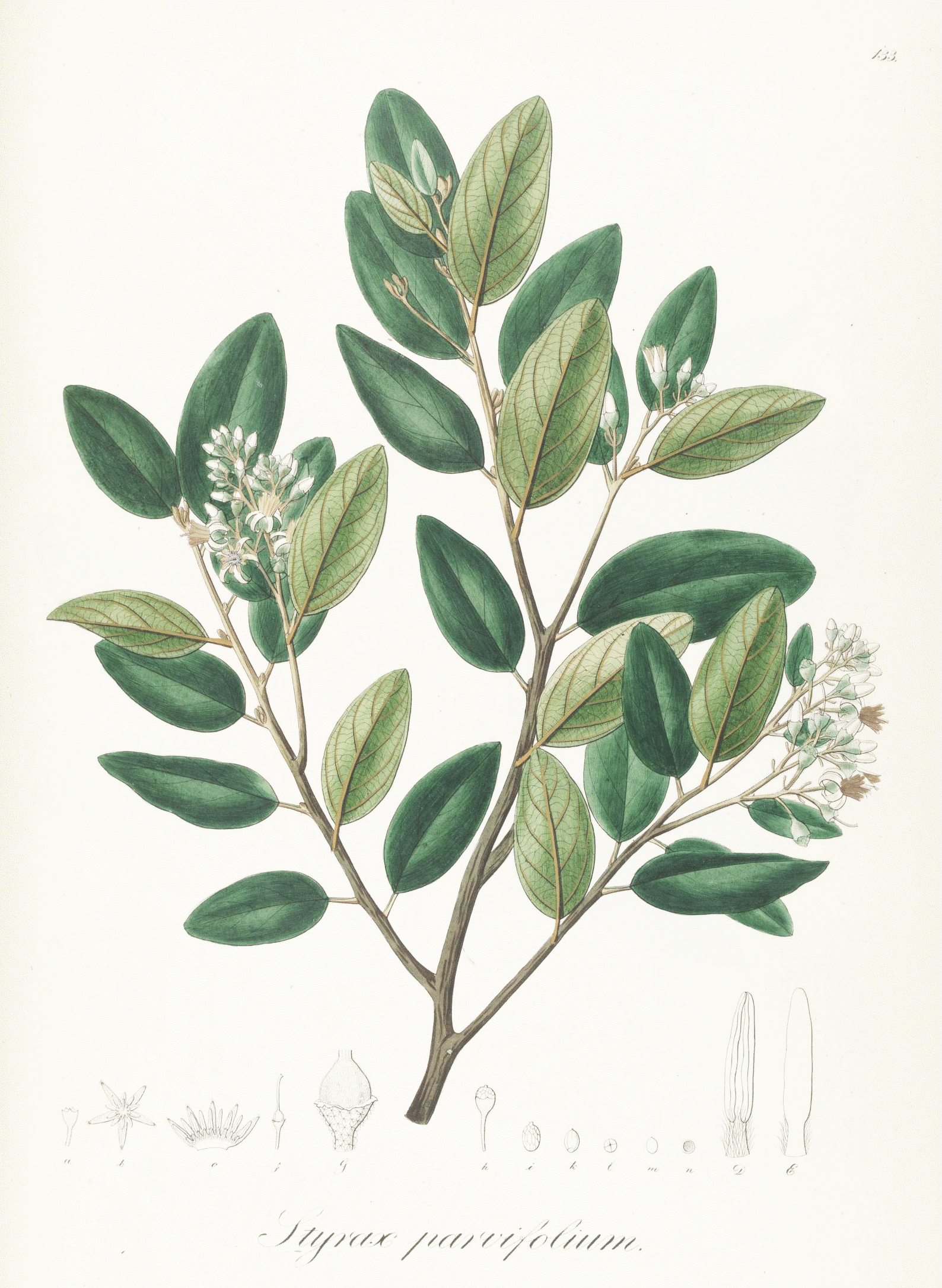
Ilustración

## Descripción
Es un árbol que alcanza los 10 metros de altura, sus hojas son ovales, enteras y cubiertas de pelusa blanquecina. Las flores, de color blanco, se encuentran agrupadas. Su fruto es ovoide de 1 cm de diámetro que contiene una semilla. Se denomina popularmente benjuí

## Propiedades
- Al hacer incisiones en el tronco exuda un líquido resinoso que al secarse se comercializa como incienso aromático llamado benjui.
- Por vía interna es expectorante, desinfectante y antiséptico.
- Se utiliza para tratar eccemas, forúnculos y sabañones.
- Se añade a la pasta dentífrica para tratar afecciones bucales.

## Taxonomía
Styrax ferrugineus fue descrita por Nees & Mart. y publicado en  Novorum Actorum Academiae Caesareae Leopoldinae-Carolinae Naturae Curiosorum 11(1): 88, en el año 1823.
Etimología
Styrax: nombre genérico que deriva del nombre griego clásico utilizado por Teofrasto derivado de un nombre semítico para estas plantas productoras de resina de la que se recopila el estoraque.
ferrugineus: epíteto latíno que significa "con color de óxido"
Sinonimia
- Strigilia ferruginea (Nees & Mart.) Miers
- Strigilia florida (Pohl) Miers
- Strigilia nervosa (A. DC.) Miers
- Strigilia parvifolia (Pohl) Miers
- Strigilia reticulata (Mart.) Miers
- Styrax burchellii var. longifolius Perkins
- Styrax ferrugineus var. grandifolius Perkins
- Styrax floridus Pohl
- Styrax nervosus A. DC.
- Styrax nervosus var. elongatus Seub.
- Styrax parvifolius Pohl
- Styrax reticulatus Mart.[4]

## Nombres comunes
- almea del Brasil, azumbar del Brasil, estoraque del Brasil.[5]